# Maria Bonita
Maria Gomes de Oliveira (Santo Antônio da Glória, 17 de janeiro de 1910 – Porto da Folha, 28 de julho de 1938), conhecida como Maria de Déa ou Maria Bonita, foi uma cangaceira brasileira. Era a companheira de Virgulino Ferreira da Silva, vulgo Lampião, e a primeira mulher a participar de um grupo de cangaceiros.

## Biografia

### Origem

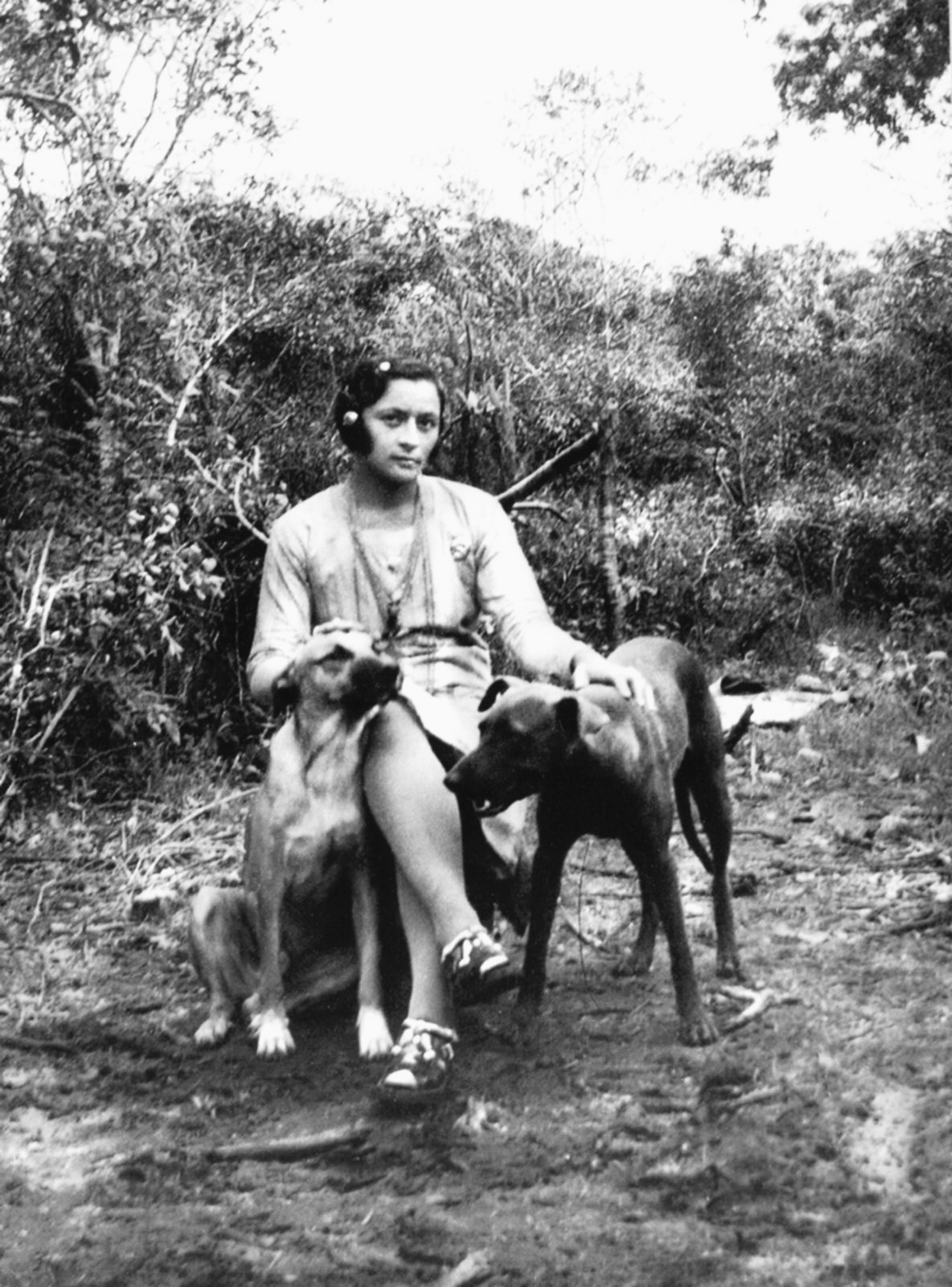
Maria Bonita com os cães

Filha de Maria Joaquina Conceição de Oliveira, conhecida como Dona Déa, e de José Filipe Gomes de Oliveira, Maria nasceu e cresceu em uma família humilde, no povoado de Malhada da Caiçara, que atualmente se localiza no município de Paulo Afonso, na época pertencente ao município de Santo Antônio da Glória, atualmente conhecido como Glória, no sertão baiano.

### Primeiro casamento
Aos quinze anos, em um matrimônio arranjado pelas famílias, casou-se com seu primo, o sapateiro Zé de Neném. O relacionamento era conturbado, e Maria sofria em um matrimônio infiel, com constantes agressões do marido alcoólatra. Maria era espancada sempre que contestava as atitudes adúlteras do marido. Por vingança, passou a trair o marido com diversos homens. Um dia, seu matrimônio ruiu de vez, quando Virgulino Ferreira da Silva entrou em sua vida, tendo-se verdadeiramente apaixonado por ele, formando um triângulo amoroso.

### União com Lampião e ingresso no cangaço

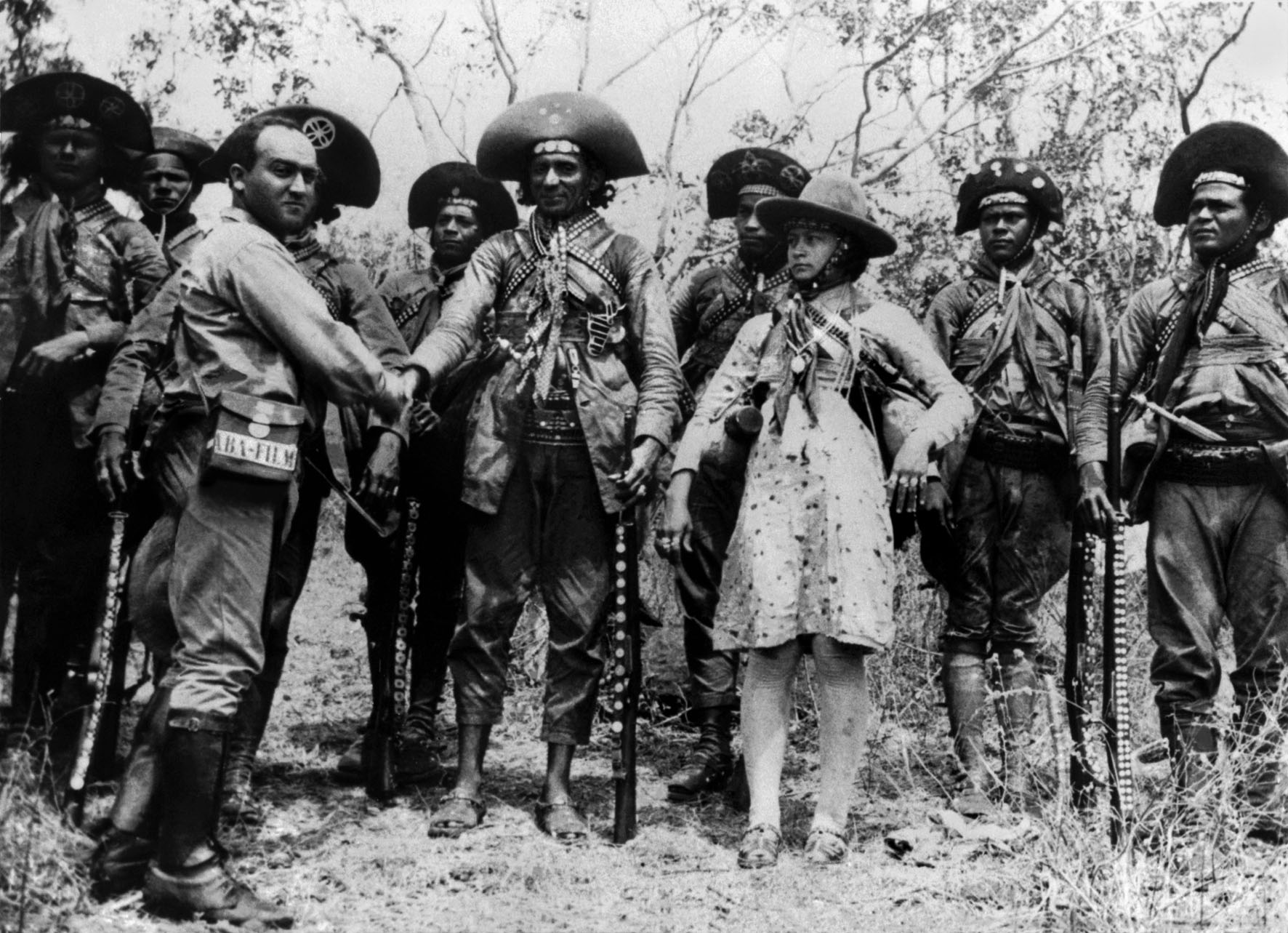
Lampião, Maria Bonita (os dois mais ao centro) e outros cangaceiros

Em 1930, ainda casada, tornou-se a amante de Virgulino Ferreira da Silva, conhecido também como Lampião. Nesse mesmo ano, decidiu fugir com ele, para fazer efetivamente parte do bando de cangaceiros, assim se tornando a mulher de Lampião, com quem viveria por nove anos. Entre o bando, Maria começou a ser chamada de Maria da Déa, ou Maria do Capitão, e assim a nova cangaceira aprendeu cada lei do bando.
Conhecida por sua beleza e personalidade forte, diferentemente de todas as outras mulheres do cangaço, Maria nunca foi abusada pelos cangaceiros, e tinha diversas regalias. Andava com vestidos de seda, luvas com estampas florais, sandálias e botas de cano curto. Também usava joias caras, broches, portava moedas de prata e enfeites de ouro decoravam seus cabelos. No pescoço e nos pulsos, usava o mesmo perfume francês que Lampião. Quando estava ao lado do marido nos campos de batalha, vestia botas de couro e roupas de algodão.
Constantemente traída por seu companheiro, Maria tinha diversas crises de ciúmes de Lampião, mas o cangaceiro tratava sua esposa com paciência e carinho. Em 1931, inclusive, os dois viajaram para uma fazenda, a fim de desfrutar da lua de mel que nunca tiveram. Para a jovem cangaceira, no entanto, aquilo não era o suficiente. Diversos relatos afirmam que Maria, por vingança, iniciou um caso extraconjugal com João Maria de Carvalho, um comerciante. Do amante, ela ganhava sapatos, roupas e outros presentes, e Lampião jamais desconfiou, ou Maria pagaria com sua própria vida.
Logo depois de sua lua de mel na fazenda, Maria engravidou. Comprovadamente em 13 de setembro de 1932, ela teve uma filha com Lampião, batizada como Expedita Ferreira Nunes, a única reconhecida legalmente, que sob as regras do cangaço, foi entregue para ser criada por um casal de amigos vaqueiros. Saudosa pela filha perdida, Maria amarrou um pano em seus seios cheios de leite para que eles não vazassem mais.
Existem, porém, dúvidas sobre o parentesco dos supostos gêmeos Arlindo e Ananias Gomes de Oliveira. Ambos até então considerados filhos de Maria Bonita e Lampião. Outras fontes afirmam que eles eram, na verdade, irmãos caçulas de Maria.

### Morte
Em 28 de julho de 1938, quando os cangaceiros estavam acampados em um local conhecido como Grota do Angico, no então município de Porto da Folha (atual Poço Redondo), em Sergipe, o bando foi atacado de surpresa pela polícia alagoana, conhecida na época como volante. Onze cangaceiros foram mortos a tiros e posteriormente, degolados. Maria, tentando fugir, foi baleada duas vezes: uma no abdômen e outra nas costas, e logo em seguida foi decapitada viva por José Panta de Godoy, o mesmo que lhe deu os tiros. Há relatos contemporâneos apontando que Maria já estava gravemente ferida, mas ainda consciente quando José Panta de Godoy a degolou; outros autores sustentam que ela já estaria morta.

## Representações na cultura popular

### Apelido
A baiana Maria Gomes de Oliveira era chamada desde a infância de Maria de Déa, em referência a sua mãe. Nem a família nem o bando de Lampião a tratavam por Maria Bonita, apelido que só se difundiu após sua morte. Há algumas versões sobre a origem desse nome. Uma delas diz que se tratou de invenção dos repórteres dos jornais do Rio de Janeiro, possivelmente inspirados no filme Maria Bonita, lançado em 1937 e baseado na obra de mesmo nome de Afrânio Peixoto, de 1921. Outra, que teria sido dado por soldados que se impressionaram com a beleza da cangaceira quando ela foi morta em 28 de julho de 1938.

### Patrimônio histórico
Em 2006 a Prefeitura de Paulo Afonso restaurou a casa de infância de Maria Bonita, instalando o Museu Casa de Maria Bonita no local.

### Representações literárias
- Maria Bonita é representada na peça Lampião (1953), da escritora Rachel de Queiroz.[24]
- Foi representada por Tânia Alves na minissérie da TV Globo Lampião e Maria Bonita (1982), de autoria de Aguinaldo Silva e Doc Comparato. Nelson Xavier viveu Lampião.
- Em 2018, a jornalista Adriana Negreiros lançou o livro Maria Bonita: sexo, violência e mulheres no cangaço pela Objetiva.[26]